# Jaroslav Sháněl
Jaroslav Sháněl (23. května 1919 Třebíč – 5. února 1985 Wülfershausen) byl český klavírista a pedagog.

## Biografie
Jaroslav Sháněl se narodil v roce 1919 v Třebíči, mezi lety 1936 a 1943 vystudoval klavírní hru na konzervatoři v Brně u Františka Schäfera, následně byl mezi lety 1943 a 1944 totálně nasazen. Po návratu vyučoval hru na klavír. V letech 1945 a 1946 studoval na mistrovské škole v Praze u Jana Heřmana a následně pokračoval v letech 1946 a 1947 ve studiu opět u Františka Schäfera, následně pokračoval opět jeden rok na Hudební fakultě Janáčkovy akademie múzických umění v Brně a pak v letech 1948 a 1949 u Zbigniewa Drzewieckého v Krakově. Posléze se vrátil do Brna, kde nastoupil na pozici pedagoga klavírní hry na pedagogické fakultě v Brně, kde působil do roku 1957, v té době učil také na brněnské konzervatoři.
V roce 1974 se oženil s německou farmaceutkou v bavorském Wülfershausenu, kde také v roce 1985 zemřel.
Jaroslav Sháněl byl častým interpretem děl Františka Schäfera.